# Adolf Pštross

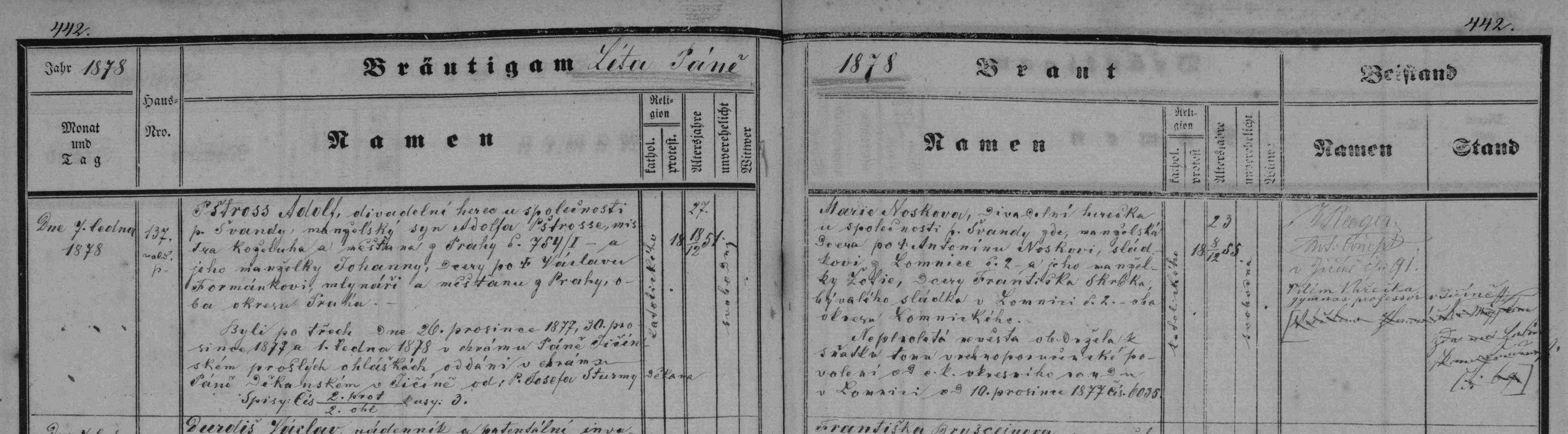
matriční zápis o sňatku Adolfa Pštrose s Marií Noskovou (matrika O 1844–1881 územní rozsah: Jičín (SOA Zámrsk))

Adolf Pštross (18. prosince 1851 Praha – 11. března 1903 Praha) byl český herec.

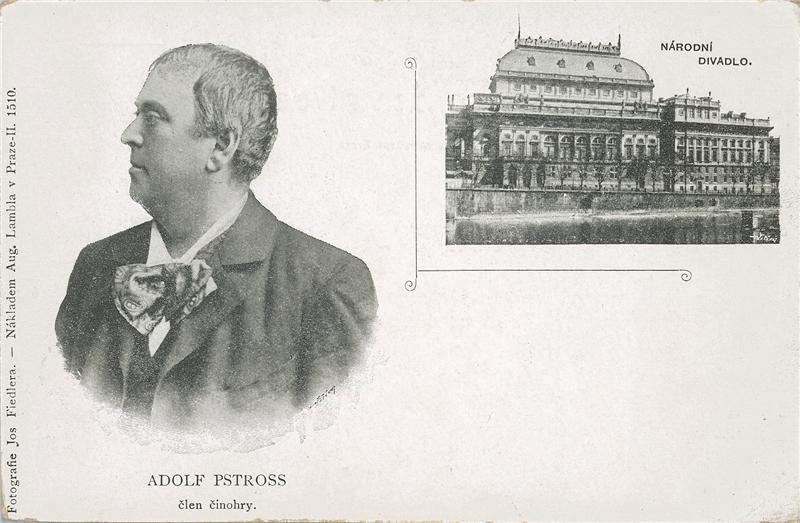
Adolf Pštross

## Život
Pocházel ze zemědělské rodiny, vystudoval hospodářskou školu v Chrudimi, od mládí ale hrál v ochotnických divadlech až do roku 1873, kdy na sebe upozornil vedlejší rolí v ochotnickém představení hry Žižkova smrt a byl přijat do souboru Prozatímního divadla. Tam ale měl příliš málo rolí a proto vstoupil do Švandovy společnosti, kde pak působil mezi léty 1875 – 1883.
V roce 1883 byl přijat do souboru Národního divadla, kde vystoupil poprvé v roli Romea v Shakespearově hře. Prvním velkým úspěchem byl jeho Šumbal ve Stroupežnického hře Naši furianti. V roce 1888 od divadla načas odešel z důvodů nespokojenosti se svou situací. V roce 1889 se ale do Národního divadla vrátil v roli Samka ve hře Gabriely Preissové Gazdina roba, od té doby působil v Národním divadle až do r. 1901, kdy odešel ze zdravotních důvodů. Pohřben byl na Olšanských hřbitovech.
Byl mladším bratrem hereček Františky Pštrossové-Angrové a Anny Pštrossové. Jeho manželkou byla herečka ND Marie Pštrossová .